# هنري جون تمبل
هنري جون تيمبل (بالإنجليزية: Henry John Temple)، يعرف أيضاً بلقب فيسكونت بالميرستون الثالث (بالإنجليزية: 3rd Viscount Palmerston) سياسي بريطاني (20 أكتوبر1784-18 أكتوبر1865). بدأ حياته كمصمم أزياء ورجل فكاهي في مقاهي لندن ثم تمكّن لاحقاً من تولي منصب وزير الخارجية البريطاني في ثلاث مناسبات وخدم مرتين كرئيس وزراء كان له شأن كبير في توسيع دائرة بريطانيا الدبلوماسية الخارجية.
فترتا حكمه:
- من 6 فبراير 1855 إلى 19 فبراير 1858.
- من 12 يونيو 1859 إلى 18 أكتوبر 1865.

ساعد بلجيكا واليونان على نيل استقلالهما. وقف ضد محمد علي باشا والى مصر في توسعاته (1839-1841). واجه حرب القرم ببراعة وساعد في استقلال إيطاليا. دبلوماسيته المتهورة رفعت مقام بريطانيا بين الدول.

## وزارة الخارجية: 1830-1841
دخل بالمرستون مكتب وزارة الخارجية باندفاع كبير ومارس نفوذه فيه مدة عشرين عامًا؛ تولى وزارة الخارجة من 1830 إلى 1834 – سنواته الأولى – ومن 1835 إلى 1841، ومن 1846 إلى 1851. بشكل عام، كان بالمرستون المسؤول عن السياسة الخارجية البريطانية بكاملها منذ الثورتين الفرنسية والبلجيكية في عام 1830 وحتى ديسمبر 1851. أكسبه أسلوبه القاسي لقب «اللورد حجر الخفاف»، وشكلت طريقته في التعامل مع الحكومات الأجنبية التي تعامل معها، خاصة في سنواته الأخيرة، «دبلوماسية مدفع الأسطول».

### أزمات عام 1830
هزت ثورات 1830 النظام الأوروبي المستقر الذي أُرسي في 1814-1815. كانت مملكة هولندا المتحدة مقسومة نصفين بسبب الثورة البلجيكية، وكانت مملكة البرتغال مسرحًا للحرب الأهلية، وكاد الإسبان يضعون أميرة رضيعة على العرش. كانت بولندا في نزاع مسلح مع الإمبراطورية الروسية، في حين شكلت القوى الشمالية (روسيا وبروسيا والنمسا) تحالفًا أوثق بدا مهددًا للسلام والحريات في أوروبا. دعا المنفيون البولنديون بريطانيا إلى التدخل ضد روسيا خلال انتفاضة نوفمبر 1830.
هدفت سياسة بالمرستون العامة إلى حماية المصالح البريطانية، والحفاظ على السلام، والإبقاء على توازن القوى، والاحتفاظ بالوضع الراهن في أوروبا. ولم يكن لديه أي مشكلة مع روسيا، ومع أنه تعاطف سرًا مع القضية البولندية، رفض المطالب البولندية باعتباره وزيرًا للخارجية. ومع وجود قضايا كبيرة في بلجيكا وإيطاليا، ومشاكل أصغر في اليونان والبرتغال، سعى إلى تخفيف حدة التوترات الأوروبية عوضًا عن تأجيجها، مفضلًا سياسة عدم التدخل عالميًا. ولذلك ركز بشكل رئيسي على تحقيق تسوية سلمية للأزمة في بلجيكا.

### بلجيكا
ناشد وليام الأول ملك هولندا القوى الكبرى التي سلمته العرش بعد الحروب النابليونية للحفاظ على حقوقه. ودُعي إلى عقد مؤتمر لندن عام 1830 لمعالجة هذه المسألة. تمثل الحل البريطاني باستقلال بلجيكا، ورأى بالمرستون أن هذا الحل سيسهم بشكل كبير في الحفاظ على أمن بريطانيا، لكن لم يظهر أي حل مباشر. من جهة، كانت القوى الشمالية حريصة على الدفاع عن وليام الأول. ومن جهة أخرى، أيد الكثير من الثوار البلجيكيين، مثل تشارل دي بروكر وتشارلز روجير، ضم المقاطعات البلجيكية إلى فرنسا، بينما فضلت بريطانيا النفوذ الهولندي، وليس الفرنسي، على دولة بلجيكية مستقلة.
تحالفت السياسة البريطانية الناشئة مع فرنسا، ولكنها ظلت تخضع لتوازن القوى في القارة، خاصة في شأن استقلال بلجيكا. إذا دعمت القوى الشمالية وليام الأول بالقوة، ستواجه مقاومة فرنسية بريطانية مسلحة. إذا سعت فرنسا لضم بلجيكا، ستخسر الدعم البريطاني وتجد نفسها في مواجهة مع أوروبا بأكملها. سادت السياسة البريطانية في النهاية. على الرغم من أن القارة كانت قريبة من الحرب، أُبقي على السلام وفق شروط لندن ووُضع الأمير ليوبولد من ساكس كوبرغ، وهو أرمل أميرة بريطانية، على عرش بلجيكا. يقول فيشمان إن مؤتمر لندن كان «مؤتمرًا ناجحًا بشكل غير عادي» لأنه «وفر الإطار المؤسسي الذي صانت من خلاله القوى الرئيسية في ذلك الوقت سلام أوروبا.» على الرغم من الغزو الهولندي والغزو الفرنسي المضاد في عام 1831، صاغت فرنسا وبريطانيا اتفاقية تسوية بين بلجيكا وهولندا ووقعتا عليها، ما دفع قوى الشمال الثلاث إلى الانضمام إليها أيضًا. في فترة وزارة بالمرستون الثانية، وبسبب تعاظم سلطته، تمكن من تسوية العلاقات بين بلجيكا وهولندا من خلال معاهدة في 1838-1839 تؤكد على استقلاله (واستقلال بريطانيا) من خلال الميل لصالح هولندا والقوى شمالية، ضد المحور البلجيكي/الفرنسي.

## زواجه
في عام 1839، تزوج لورد بالمرستون بعشيقته التي احبها لسنوات، إيميلي لامب، بعد ان توفي زوجها.

## إعفاؤه من منصبه ثم إعادته
وافق بالمرستون على مقترحات نابليون الثالث من إبقاء الحال في أوروبا دون استشارة الملكة فيكتوريا أو رئيس الوزراء، وقد أدى هذا إلى إعفائه من منصبه، على أنه لم يلبث أن عاد من جديد بل وتولى رئاسة الوزارة سنة 1856.

## اتجاهاته
اشتهر بالمرستون باتجاهاته الاستعمارية وإصراره على الإبقاء على المستعمرات الإنجليزية في أميريكا الشمالية.

## وفاته
مات بالمرستون في مكتبه يوم 18 أكتوبر سنة 1865 وهو في الحادية والثمانين من عمره، وبذلك أصبح آخر رئيس وزراء بريطاني حتى الآن يتوفى أثناء بقاءه في المنصب.

## روابط خارجية
- مقالات تستعمل روابط فنية بلا صلة مع ويكي بيانات